# Piketberg
Piketberg ist eine Stadt in der Lokalgemeinde Bergrivier im Distrikt West Coast der südafrikanischen Provinz Westkap. Sie liegt etwa 133 Kilometer nördlich von Kapstadt an der Kreuzung der N7 mit der R44 am Fuß der Piketberg Mountains; höchste Erhebung ist dort der Zebrakop mit 1459 Metern über dem Meeresspiegel.
Der Name der Stadt bedeutet Vorpostenberg. Piketberg war einer der Vorposten (französisch piquet oder piket), wo die Landwirte der Umgebung vor Angriffen oder sonstigen Gefahren durch das Abfeuern einer Kanone gewarnt wurden. Die Kanone kann heute vor der Piketberg High School besichtigt werden. Die Gründung der Stadt erfolgte 1836, als Sir Benjamin D’Urban der Kirche die Farm Grotefontein schenkte. Nach dem Bau der Kirche entwickelte sich die Stadt um sie herum. Heute ist die Stadt Verwaltungszentrum der Lokalgemeinde Bergrivier.
Die Stadt liegt in einer Winterregenregion. Die mittlere Niederschlagsmenge im Jahr beträgt 430 mm, die Durchschnittstemperatur 24 °C.

## Bevölkerung
Zur Volkszählung von 2011 hatte die Stadt 12.075 Einwohner in 2920 Haushalten, von denen 76 % Coloured, 14 % Weiße und 8 % Schwarze waren. Die Bewohner gaben an, dass von ihnen etwa 93 % Afrikaans und nur 1,82 % Englisch als erste Sprache nutzen.

## Sehenswürdigkeiten
- Felsenmalereien der San

## Söhne und Töchter der Stadt
- Andries Treurnicht (1921–1993), südafrikanischer Politiker
- Sheila Cussons (1922–2004), Dichterin und Malerin